# Joseph M. Brown
Joseph Mackey Brown (Canton, 28 dicembre 1851 – Marietta, 3 marzo 1932) è stato un politico statunitense.

## Biografia

### Origini
Nacque nel 1851 in Georgia, figlio di Joseph E. Brown, che di lì a pochi anni sarebbe diventato governatore della Georgia, rimanendo in carica per quattro mandati, unico a riuscirci in tutta la storia statale. Per distinguerlo dal padre veniva chiamato Little Joe Brown.
Studiò legge ad Harvard e divenne avvocato, ma non esercitò mai la professione perché affetto da gravi problemi alla vista. Studiò quindi economia ad Atlanta, divenendo in seguito dipendente delle ferrovie georgiane. Entro il 1889 aveva raggiunto la posizione di dirigente, dedicandosi nel frattempo anche alla letteratura e pubblicando due libri: nel 1886 era uscito infatti The Mountain Campaigns in Georgia, un resoconto degli accadimenti nella regione durante la guerra civile americana, mentre nel 1907 pubblicò il romanzo Astyanax, ambientato nell'America pre-colombiana e di genere storico-fantastico.

### Governatore della Georgia
Nel 1904 il governatore della Georgia Joseph M. Terrell lo nominò direttore delle ferrovie statali, e Brown lo rimase fino al 1907, quando il successore Hoke Smith lo rimosse dall'incarico. Ciò causò il risentimento di Brown, che divenne acerrimo rivale di Smith, affrontandolo alle elezioni governatoriali del 1908 e sconfiggendolo con l'appoggio dell'influente politico Thomas E. Watson, che ne sostenne la candidatura.
Da governatore Brown sfruttò il montante movimento proibizionista e fece passare norme contro le bevande alcoliche, e fu tra i primi governatori a introdurre il divieto di guida dopo aver consumato alcol. Ridusse anche la tassazione e implementò la registrazione obbligatoria dei proprietari di armi, come anche una riduzione del potere dei nascenti sindacati.
Nel 1910 Brown dovette di nuovo affrontare Smith alle primarie del Partito Democratico, venendo sconfitto per un risicato margine. Intenzionato a non lasciare la posizione da governatore, uscì dal Partito Democratico e affrontò Smith alle elezioni da candidato indipendente, venendo tuttavia nuovamente sconfitto. Il secondo mandato di Smith durò comunque poco a causa delle sue dimissioni, e Brown allora ne approfittò per correre nuovamente come governatore, venendo rieletto alla fine del 1911 e entrando in carica pochi mesi dopo per il seguente anno e mezzo. Nel 1912 commemorò ufficialmente il conterraneo Archibald Butt, perito nel naufragio del Titanic.
La faida tra Brown e Smith continuò fino al 1914, quando si sfidarono per l'elezione al Senato degli Stati Uniti. Brown perse nuovamente, e decise quindi di ritirarsi dalla politica.

### Omicidio di Leo Frank
Nel 1915 l'ex-governatore fu probabilmente coinvolto nell'omicidio di Leo Frank, uno dei crimini georgiani ancora oggi più controversi.
Leo Frank era un dirigente di fabbrica accusato di aver stuprato e ucciso una sua impiegata, Mary Phagan, ed era stato condannato a morte, salvo poi avere la pena commutata nel carcere a vita, da scontare a Milledgeville. L'ex-governatore era uno dei più attivi sostenitori della condanna a morte di Frank, animato anche dall'antisemitismo di alcune frange della società georgiana (Frank era infatti ebreo). Dopo la sua grazia concessa dal successore John M. Slaton Brown si scagliò contro il sistema giudiziario georgiano, invocando giustizia e aizzando la popolazione ad agire in autonomia.
È quindi probabile che Joseph M. Brown sia stato tra gli organizzatori, se non addirittura tra gli esecutori, dell'incursione avvenuta il 17 agosto 1915 nella prigione in cui era detenuto Frank. Prelevato da una grande folla, l'omicida venne trasportato fino a Marietta, città dove risiedeva Brown, e ivi linciato, unico bianco ad essere ucciso nello Stato in questo modo nel 1915.

### Ultimi anni
Dopo la fine della carriera politica Brown divenne un banchiere e proprietario di numerosi mulini a vento, morendo poi nel 1932.